# نوبهار (نجف أباد)
نوبهار (بالفارسية: نوبهار) هي قرية تقع في إيران في قسم نجف أباد الريفي. يقدر عدد سكانها بـ 268 نسمة بحسب إحصاء 2016.